# Klášterec nad Orlicí
Klášterec nad Orlicí är en ort i Tjeckien.   Den ligger i regionen Pardubice, i den östra delen av landet, 150 km öster om huvudstaden Prag. Klášterec nad Orlicí ligger 480 meter över havet och antalet invånare är 913.
Terrängen runt Klášterec nad Orlicí är kuperad åt nordost, men åt sydväst är den platt. Runt Klášterec nad Orlicí är det ganska glesbefolkat, med 43 invånare per kvadratkilometer. Närmaste större samhälle är Žamberk, 6,8 km väster om Klášterec nad Orlicí. I omgivningarna runt Klášterec nad Orlicí växer i huvudsak blandskog.